# Університет Вальядоліда
Вальядолідський університет (ісп. Universidad de Valladolid, скор. UVa) — державний університет в іспанському місті Вальядолід, адміністративному центрі однойменної провінції, в автономному співтоваристві Кастилія-і-Леон.
Станом на 2010 в університеті навчалося 31 780 студентів (не рахуючи аспірантів), в ньому працювало понад 2 000 викладачів.

## Історія
Університет заснований на підставі хартії Папи Римського Климента VI в 1346. Незважаючи на це, університет претендує на те, що є правонаступником Університету Паленсії, заснованого в 1212. Університет був тісно пов'язаний з містом з моменту свого заснування, сприяв культурній та економічній діяльності в місті.
Спочатку університет перебував у будівлі Colegiata, пізніше переїхав на протилежний бік площі до будівлі, яка нині відома як будівля юридичного факультету.

## Будівлі
Перша будівля університету, примітна своїм архітектурним стилем, споруджена наприкінці XV століття, після переїзду Університету з будівлі Колехіата. З Університетської площі (колишньої площі Санта-Марія) видний барочний фасад, який побудований в 1715 за проектом монаха-кармеліта Педро де ла Вісітасьйона. На ньому є скульптурні групи, що зображують в алегоричній формі предмети, що викладаються.
У 1909 прийнято неоднозначне рішення знести стару будівлю, в тому числі вестибюль XV століття, з тим, щоб спорудити нову будівлю в еклектичному стилі, яку спроектував архітектор Теодосіо Торрес. Зберігся лише фасад в стилі бароко, хоча спочатку, мабуть, планувалося знести і його.
У 1939 в будівлі сталася пожежа. Для вирішення проблеми інтеграції фасаду в будівлю Торреса архітектор Константіно Кандейра спроектував велику драбину та вестибюль в історіцистському стилі: вхід в вестибюль розташовувався в бароковому фасаді. Сходи є характерним прикладом тріумфалістсько-історіцистського стилю, поширеного в післявоєнній франкістській Іспанії.
У 1968 знесена друга крита галерея, на місці якої було побудовано п'ятиповерховий будинок-гуртожиток, а також знесено спроектований Торресом гуртожиток меншого розміру.